# بخش والکا
والکا (به لتونیایی: Valkas rajons) یکی از بخش‌های کشور لتونی است که ۳۱٬۳۱۴ نفر جمعیت (۲۰۰۸ میلادی) و ۲٬۴۴۰ کیلومتر مربع مساحت دارد.